# Dicymbium libidinosum
Dicymbium libidinosum là một loài nhện trong họ Linyphiidae.
Loài này thuộc chi Dicymbium. Dicymbium libidinosum được Wladislaus Kulczynski miêu tả năm 1926.